# MCPO
MCPO是一种有机化合物，化学式C18H14O8，可用于某些荧光棒中，以产生化学发光。